# Saku Mäenalanen
Saku Mäenalanen (ur. 29 maja 1994 w Tornio) – fiński hokeista, reprezentant Finlandii, olimpijczyk.

## Kariera
- Kärpät U16 (2009–2010)
- Laser HT U18 (2010–2011)
- Kärpät U18 (2011–2012)
- Kärpät U20 (2012–2014)
- Kärpät (2013–2018)
  -  Jokipojat (2013/2014)
  -  Pelicans (2014/2015)
  -  Hokki (2014/2015)
- Carolina Hurricanes (2018–2019)
- Charlotte Checkers (2018–2019)
- Jokerit (2019–2021)
- Kärpät (2021–2022)
- Winnipeg Jets (2022-)

Wychowanek klubu Kiekko-Ketut. Rozwijał karierę w drużynach juniorskich klubu Oulun Kärpät, gdzie od 2013 występował w zespole seniorskim do 2018 (w tym okresie był też wypożyczany do Jokipojat, Pelicans, Hokki). W międzyczasie, w NHL Entry Draft 2013 został wybrany przez amerykański klub Nashville Predators, a w KHL Junior Draft 2016 przez rosyjski Sibir Nowosybirsk. W maju 2018 podpisał roczny kontrakt z Carolina Hurricanes z NHL. W jego barwach grał w sezonie NHL (2018/2019), a równolegle też w barwach Charlotte Checkers w AHL. We wrześniu 2019 został zaangażowany przez fiński Jokerit, występujący w KHL. Rozegrał tam dwa sezony, po czym w czerwcu 2021 związał się ponownie z Kärpät. W lipcu 2022 podpisał roczny kontrakt z kanadyjskim Winnipeg Jets w NHL.
Uczestniczył w turniejach mistrzostw świata mistrzostw świata juniorów do lat 18 edycji 2013, mistrzostw świata juniorów do lat 20 edycji 2014, mistrzostw świata edycji 2018, 2021, 2022, zimowych igrzysk olimpijskich 2022.

## Sukcesy
Reprezentacyjne
- Złoty medal mistrzostw świata juniorów do lat 20: 2014
- Srebrny medal mistrzostw świata: 2021
- Złoty medal zimowych igrzysk olimpijskich: 2022
- Złoty medal mistrzostw świata: 2022

Klubowe
- Srebrny medal U20 SM-liiga: z Kärpät U20
- Złoty medal mistrzostw Finlandii: 2014, 2015, 2018 z Kärpät
- Brązowy medal Mestis: 2015 z Hokki
- Trofeum pamiątkowe Harry’ego Lindbladina: 2014, 2015, 2018 z Kärpät
- Hopealuistin: 2014 z Kärpät
- Finał Hokejowej Ligi Mistrzów: 2016 z Kärpät
- Brązowy medal mistrzostw Finlandii: 2016 z Kärpät

Indywidualne
- U20 SM-liiga (2012/2013):
  - Pierwsze miejsce w klasyfikacji asystentów: 35 asyst
  - Pierwszy skład gwiazd
- Mistrzostwa Świata Juniorów w Hokeju na Lodzie 2014/Elita:
  - Pierwsze miejsce w klasyfikacji strzelców turnieju: 7 goli[8]
  - Trzecie miejsce w klasyfikacji kanadyjskiej turnieju:11 punktów[9]